# Jagged Mind
Jagged Mind es una película de suspenso y terror psicológico estadounidense de 2023 dirigida por Kelley Kali y escrita por Allyson Morgan, basada en su cortometraje de 2020 First Date. Está protagonizada por Maisie Richardson-Sellers y Shannon Woodward.
La película se estrenó en el Festival Estadounidense de Cine Negro el 14 de junio de 2023 y se estrenó en los Estados Unidos en Hulu al día siguiente. Se espera que se transmita internacionalmente en Disney+ a través del centro de contenido Star en una fecha posterior.

## Sinopsis
Después de que Billie comienza a salir con una mujer misteriosa llamada Alex, de repente se ve acosada por apagones y visiones extrañas que la llevan a descubrir que está atrapada en una serie de bucles temporales.

## Reparto
- Maisie Richardson-Sellers como Billie
- Shannon Woodward como Alex
- Rosaline Elbay como Christine
- Shein Mompremier como Rose
- Kate Szekely como Kim
- Jimmy Jean-Louis como Papa Juste
- Casey Ford Alexander como la Doctora Ortiz

## Producción
Jagged Mind se basa en el cortometraje First Date de la escritora Allyson Morgan, que se emitió en la primera temporada de la serie de Hulu Bite Size Halloween (2020). Producida por 20th Digital Studio y Palabra Productions como una película original de Hulu. Está dirigida por Kelley Kali a partir de un guion de Morgan. Maisie Richardson-Sellers y Shannon Woodward interpretan a sus respectivas nuevas novias, Billie y Alex, respectivamente. El rodaje tuvo lugar en el barrio Little Haiti de Miami. Jongnic Bontemps compuso la banda sonora de la película.

## Estreno
Jagged Mind se estrenó en el Festival Estadounidense de Cine Negro el 14 de junio de 2023. Se estrenó en los Estados Unidos en Hulu al día siguiente y se espera que se transmita internacionalmente en Disney+ (a través de Star) en una fecha posterior.

## Recepción
En el sitio web agregador de reseñas Rotten Tomatoes, el 67% de las reseñas de 15 críticos son positivas, con una calificación promedio de 5,5/10.
Noel Murray, de Los Angeles Times, afirmó: "Incluso sin sus elementos paranormales, Jagged Mind es un retrato poderoso de la disociación que ocurre cuando una persona intenta justificar el mal comportamiento de alguien a quien ama". Kayla Kumari Upadhyaya de Autostraddle dijo: "Si bien es imperfecta en algunas de sus tramas, Jagged Mind es deliciosa en sus fundamentos temáticos, ejecución del horror (con una edición y dirección evocadoras en este frente) y actuaciones. Richardson-Sellers y Woodward (ambas queer en la vida real, por cierto) son compañeras de escena eléctricas, y Woodward es una villana extremadamente convincente. El guión podría haberse inclinado fácilmente hacia el territorio de la película original de Lifetime si no fuera por la dirección y estas actuaciones".
Paul Lê de Bloody Disgusting le dio a la película una calificación de tres sobre cinco y dijo: "[la] película es a menudo convincente y tensa, las dos protagonistas ofrecen actuaciones fuertes y vulnerables y el resultado es gratificante. Los partidarios del cine queer se entusiasmarán al ver no sólo una historia de nuevo género donde el conflicto central no tiene nada que ver con cuestiones de sexualidad y los personajes tienen múltiples capas y son imperfectos". Randy Myers, que escribe para The Mercury News, le dio a la película una puntuación de uno y medio sobre cinco, diciendo: "Un guión poco realizado falla a todos los involucrados, particularmente a la protagonista Maisie Richardson Sellers. Ella lo da todo como Billie, una mujer queer con una mala racha con las mujeres. También se desmaya y se encuentra atrapada en un bucle similar al de El día de la marmota. Ahí radica el problema de la trama, Jagged Mind repite sus escenas con demasiada frecuencia, lo que hace que parezca que se originó como un cortometraje estirado hasta convertirse en un largometraje."